# The Only One
A The Only One a német Scooter együttes 2011-ben megjelent kislemeze, a második kislemez a "The Big Mash Up" című albumukról. Két szám feldolgozása, a The Charlatans "The Only One I Know" és a Nirvana "Lithium" című számának részleteit használja fel, emellett a zenei alapjai a Rhythm Gangsta "The Crowd Song" című számából származnak. A kislemez vegyes fogadtatásra lelt a rajongók körében, merőben szokatlan, új stílusa miatt, így nem is volt sokáig a koncertprogram része.
Eredetileg dupla A-oldalas kislemezként jelent volna meg, de végül promóciós okokból a Friends Turbo hamarabb jelent meg egy hónappal - cserébe mindkét kislemez csak két számos lett, leszámítva az internetes letöltőknek járó extra számot.
A dal szerzői között nem szerepel Michael Simon, ott van viszont Chris Avantgarde, aki ekkoriban a Scooter stúdiójában dolgozott. Michael csak mint dalszövegszerző került feltüntetésre. A szövegben, akárcsak korábbi Scooter-számokban, elhangzik egy újabb KLF-utalás ("We're justified, and we are ancients").

## Számok listája
1. The Only One (Radio Edit) (3:32)
2. The Only Club (5:02)
3. The Only One (Extended) (5:16)

Az "Extended" kizárólag azoknak járt, akik a kislemezt az interneten keresztül vásárolták meg. Tervbe volt véve, hogy 2011. augusztus 9-én a komplett kislemez megjelenik Ausztráliában is, de erre végül nem került sor. Svédországban Alex Kenji és Federico Scavo "Get Funky" című számával került közös promóciós kiadványra.

## Közreműködtek
- H.P. Baxxter a.k.a. H, Michael Simon (szöveg)
- Rick J. Jordan, Chris Avantgarde (zene)
- Jens Thele (menedzser)
- Mr. Ottazac (vokál)
- Oliver Rath (fénykép)
- Martin Weiland (albumborító)

## Más változatok
Az "Extended" kivételével valamennyi változat felkerült a 2013-as "The Big Mash Up (20 Years of Hardcore Expanded Edition)" című kiadványra.
A dal élőben rögzített verziója szerepel a 2011-es "The Stadium Techno Inferno" koncertfelvételen, mégpedig az "Extended" változatban.

## Videoklip
A szám videóklipje, akárcsak a dal, megosztotta a rajongótábort, ugyanis képi világa rendkívül színes. Története nincs, a zömében extrém módon öltözött női táncosokkal készített snittek mellett a zenekar tagjai bukkannak fel színes Adidas-melegítőkben.